# Scott Wedgewood
Scott Wedgewood (* 14. August 1992 in Brampton, Ontario) ist ein kanadischer Eishockeytorwart, der seit November 2024 bei der Colorado Avalanche aus der National Hockey League (NHL) unter Vertrag steht. Zuvor war er in der NHL bereits für die New Jersey Devils, Arizona Coyotes, Dallas Stars und Nashville Predators aktiv.

## Karriere
Scott Wedgewood begann seine Karriere bei Brampton MHA in seiner Geburtsstadt. Zur Spielzeit 2007/08 schloss er sich den Mississauga Senators aus der Greater Toronto Minor Midget Hockey League, einer unterklassigen Nachwuchsliga, an. Nachdem ihn die Plymouth Whalers bei der OHL Priority Selection 2008 in der siebten Runde als insgesamt 130. Spieler gezogen hatten, spielte er die folgenden vier Jahre für die Mannschaft aus Michigan in der Ontario Hockey League. Beim NHL Entry Draft 2010 wählten ihn die New Jersey Devils in der dritten Runde als insgesamt 84. Spieler des Drafts aus.
Im März 2012 erhielt er einen Vertrag bei dem Team aus der US-amerikanischen Ostküstenmetropole, wurde aber dem Farmteam Albany Devils aus der American Hockey League zugeordnet. In seiner ersten Spielzeit im Franchise der Devils spielte er überwiegend für das damalige ECHL-Team Trenton Titans und kam in der AHL zu lediglich fünf Einsätzen. Nachdem die Titans 2013 den Spielbetrieb einstellten, spielt er überwiegend für die Albany Devils, für die er inzwischen über 100 AHL-Spiele absolviert hat. Am 20. März 2016 gab er gegen die Columbus Blue Jackets sein NHL-Debüt und trug mit 27 Paraden zum 2:1-Erfolg der New Jersey Devils bei. Im Laufe der Saison kam er zu drei weiteren Einsätzen. Dabei erreichte er bei seinem zweiten Einsatz am 24. März 2016 gegen die Pittsburgh Penguins seinen ersten NHL-Shutout.
Nach insgesamt fünf Jahren in der Organisation der New Jersey Devils wurde Wedgewood im Oktober 2017 im Tausch für ein Fünftrunden-Wahlrecht im NHL Entry Draft 2018 an die Arizona Coyotes abgegeben. Bei den Coyotes etablierte sich der Kanadier prompt im NHL-Aufgebot, bevor er bereits im Februar 2018 samt Tobias Rieder zu den Los Angeles Kings transferiert wurde. Die Kings schickten dafür Darcy Kuemper nach Arizona.
Im Sommer 2018 erhielt Wedgewood keinen weiterführenden Vertrag in Los Angeles, sodass er im Juli 2018 als Free Agent einen Einjahresvertrag bei den Buffalo Sabres unterzeichnete. Dort verlor er den internen Konkurrenzkampf gegen Carter Hutton und Linus Ullmark, sodass er vor Saisonbeginn vorerst in die AHL zu den Rochester Americans geschickt wurde. In der Folge blieb er in dieser Saison ohne NHL-Einsatz und schloss sich im Juli 2019 abermals als Free Agent den Tampa Bay Lightning an, ehe er im Oktober 2020 in gleicher Weise zu den New Jersey Devils zurückkehrte. Dort füllte er in der Folge die Position des Back-ups hinter Mackenzie Blackwood aus. Bei dem Versuch ihn kurz nach dem Beginn der Saison 2021/22 über den Waiver in die AHL zu schicken, wurde der Torwart von seinem Ex-Team Arizona Coyotes ausgewählt. Dort wiederum spielte er bis März 2022, als er wenige Tage vor der Trade Deadline an die Dallas Stars abgegeben wurde. Im Gegenzug erhielten die Coyotes ein Viertrunden-Wahlrecht für den NHL Entry Draft 2024, aus dem eines für die dritte Runde werden soll, sofern sich die Stars in dieser Saison für die Playoffs qualifizieren. Letzteres erfüllte sich. Nach zwei Jahren in Dallas wechselte Wedgewood im Juli 2024 als Free Agent zu den Nashville Predators. Die Predators wiederum gaben ihn nach nur fünf Partien im November 2024 an die Colorado Avalanche ab und erhielten im Gegenzug den Torhüter Justus Annunen sowie ein Sechstrunden-Wahlrecht im NHL Entry Draft 2025.

### International
Wedgewood nahm mit der kanadischen U20-Auswahl an der Weltmeisterschaft 2012 dieser Altersklasse teil und gewann dort mit der Mannschaft die Bronzemedaille. Zudem erreichte er nach seinem Landsmann Mark Visentin und dem Russen Andrei Wassilewski den drittbesten Gegentorschnitt des Turniers.

## Erfolge und Auszeichnungen
- 2012 Bronzemedaille bei der U20-Junioren-Weltmeisterschaft

## Karrierestatistik
Stand: Ende der Saison 2024/25

### International
Vertrat Kanada bei:
- U20-Junioren-Weltmeisterschaft 2012

(Legende zur Torhüterstatistik: GP oder Sp = Spiele insgesamt; W oder S = Siege; L oder N = Niederlagen; T oder U oder OT = Unentschieden oder Overtime- bzw. Shootout-Niederlage; Min. = Minuten; SOG oder SaT = Schüsse aufs Tor; GA oder GT = Gegentore; SO = Shutouts; GAA oder GTS = Gegentorschnitt; Sv% oder SVS% = Fangquote; EN = Empty Net Goal; 1 Play-downs/Relegation; Kursiv: Statistik nicht vollständig)